# Freudis Rojas
Freudis Rojas junior (* 13. August 1998 in Las Vegas, Nevada) ist ein US-amerikanischer Boxer im Halbweltergewicht.

## Amateurkarriere
Der 1,82 m große Rechtsausleger begann 2009 mit dem Boxsport. Er gewann jeweils eine Bronzemedaille bei den US-Juniorenmeisterschaften 2014, bei den US-Jugendmeisterschaften 2016 und den National Golden Gloves 2016. Bei den US-Meisterschaften 2016 gewann er die Goldmedaille.
Beim Chemiepokal 2017 schied er erst im Finale gegen Witali Dunaizew aus und startete bei den Panamerikameisterschaften 2017 in Honduras, wo er nach Halbfinalniederlage gegen Andy Cruz Gómez eine Bronzemedaille gewann. Er war damit für die Weltmeisterschaften 2017 in Hamburg qualifiziert, wo er ebenfalls Bronze gewann. Diesmal hatte er im Achtelfinale Witali Dunaizew und im Viertelfinale Eslam Aly besiegt, ehe er im Halbfinale gegen Iqboljon Xoldorov ausschied.
2018 gewann er die US-Meisterschaften.

## Profikarriere
Sein Profidebüt gewann er am 30. Januar 2021.